# Jokūbas Šernas
Jokūbas Šernas (ur. 1888 w Birżach, zm. 1926 w Kownie) – litewski adwokat, dziennikarz, nauczyciel i bankowiec, jeden z dwudziestu sygnatariuszy Aktu Niepodległości z 1918 roku. 
Studiował prawo na Uniwersytecie w Petersburgu, który ukończył w 1914 roku. Po powrocie na Litwę pracował w Wilnie: uczył w lokalnym gimnazjum i redagował gazetę "Lietuvos žinios". Pomagał przy organizacji konferencji wileńskiej w 1917 roku, po czym wybrano go członkiem Taryby. 16 lutego 1918 roku sygnował Akt Niepodległości Litwy. 
Po odzyskaniu przez Litwę niepodległości pracował m.in. w ministerstwie spraw wewnętrznych, które pomagał organizować. Założył i stał na czele pisma "Savivaldybės" (lit. "Samorządność"), był mianowany przez rząd szefem Banku Handlowo-Przemysłowego w Kownie. 
Był ojcem aktora Jacques'a Sernasa (1925–2015). 